# بزاق البحر بيكاشو عاري الخياشيم
ينتمي بُزاق البحر بيكاشو عاري الخياشيم ذو الاسم العِلمي «ثّكاسّرا باسيفيكا» Thecacera pacifica إلى عائلة «كثيرات الشمع» وهي من الرخويات البطنقدمية البحرية. وقد سُمي بزاق البحر بيكاشو بهذا الاسم لتشابههِ بشخصية بيكاتشو، وهي من شخصيات الرُسوم المُتحركة بوكيمون (سلسلة) .

## الصفات الخارجية
يصل طول بُزاق البحر بيكاشو إلى 3 سنتيمترات؛ وهو يمتاز بلون جسمه البُرتقالي الشبه شفاف مع وجود أشرطة لونية سوداء؛ وتكون نهايات القرون الحِسية والخياشيم سوداء اللون، وحافة غمد القرون الحِسية ذات لونين أسود وأزرق «كهربائي»؛ ويتواجد اللون الأزرق «الكهربائي» عند نهاية الذيل، وكذلك نهايات الحُليمات الجانبية بجانب الخياشيم.

## الإنتشار
يعيش بُزاق البحر بيكاشو عاري الخياشيم في المُحيطات الهندي والأطلسي وجنوب المحيط الهادي. وهو يعيش في خليج عمان قُبالة السواحل الشرقية لدولة الإمارات العربية المتحدة.